# Ordre de l'Étoile d'Italie
Pour les articles homonymes, voir Ordre de l’Étoile.
L'ordre de l'Étoile d'Italie est un ordre honorifique italien. Il remplace l'ancien ordre de l’Étoile de la solidarité italienne après sa réforme du 3 février 2011.

## Ordre de l’Étoile de la solidarité italienne (1947–2011)
Créé en 1947, l’ordre de l’Étoile de la solidarité italienne (en italien: Ordine della Stella della Solidarietà Italiana) avait à l’origine pour but de récompenser les personnes ayant joué un rôle d’envergure dans la reconstruction de l’Italie de l’après-guerre.
Il a été remplacé par la loi du 3 février 2011 par l'ordre de l'Étoile d'Italie.

## Ordre de l'Étoile d'Italie (depuis 2011)
L'ordre est conféré par le Président de la République sur proposition du ministre des Affaires étrangères, après consultation du conseil de l'ordre, qui est présidé par le ministre lui-même et est composé de quatre membres, dont l'un est, de par la loi, le Chef du protocole diplomatique de la République. Une autre innovation est l’ordre des classes, qui est passé de trois grades à cinq, plus la classe spéciale de la Grand-croix d’honneur.
L'ordre de l’Étoile d’Italie laisse tomber le symbolisme chrétien de l’ordre de l’Étoile de la solidarité italienne, où le centre des étoiles et d’autres insignes sont remplacés par un bouclier circulaire en or, orné de l’emblème bleu et or symbole de la république au centre avec les mots STELLA D'ITALIA en lettres d'or autour du bord.
Le règlement d'application a été publié par le décret présidentiel du 15 novembre 2011, n°221 et est en vigueur depuis le 28 janvier 2012.

## Grades
|                    |          |            |                |                       |                                 |
| Costumes et titres |          |            |                |                       |                                 |
| Chevalier          | Officier | Commandeur | Grand officier | Chevalier grand-croix | Chevalier grand-croix d'honneur |
|                    |          |            |                |                       |                                 |

## Sources
- (it)  Stella Italia sur le site de la présidence de la République italienne.